# WWE Byte This!
WWE Byte This! è stato un programma, targato WWE, in cui si intervistavano i wrestler della federazione e si facevano dei brevi riepiloghi su quanto accaduto la settimana precedente a Raw oppure sullo sviluppo di alcune storyline. Il primo episodio si svolse il 14 febbraio 2003.
Conduttore storico di questo programma è stato Todd Grisham, uno dei dipendenti più fidati della WWE e più apprezzati da Vince McMahon.
Nel programma, inoltre, si potevano anche fare telefonate e chiedere delle domande a cui il conduttore avrebbe risposto. Tantissimi sono stati gli ospiti di Byte This, da Edge e Lita a Matt Hardy, John Bradshaw Layfield, Simon Dean e Mr. Kennedy.
WWE Byte This è stato ufficialmente cancellato dal palinsesto WWE il 1º febbraio 2006, in un momento di difficoltà economica per la compagnia, per evitare la cancellazione di alcuni house show.